# Lodowiec Wandy
Lodowiec Wandy (ang. Wanda Glacier) - lodowiec na Wyspie Króla Jerzego, na północno-zachodnim wybrzeżu półwyspu Kraków Peninsula, opada od Kopuły Krakowa ku Zatoce Martela. Leży między pasmem wzgórz Warkocz a wzgórzem Smok Hill. 
Nazwę nadała polska ekspedycja antarktyczna od imienia legendarnej księżniczki Wandy.